# Сильвинит
Сильвинит — осадочная горная порода, состоящая из чередующихся слоёв галита и сильвина (nNaCl + mKCl) и некоторых примесей (гематит и др.). Соотношение между хлоридами калия и натрия в сильвините непостоянно. В виде примесей обычно содержит немного песка, глины, гипса и др. Имеет неоднородную окраску — встречаются красные, розовые, синие и оранжевые кристаллы. В воде растворим почти полностью (кроме примесей).
Сильвинит — важнейшее сырьё для получения хлорида калия, который применяется как калийное удобрение.

## Добыча
Месторождения породы относительно редки, основная добыча ведётся в Канаде, России, Белоруссии, Израиле, Узбекистане и Германии.
В Белоруссии вблизи Солигорска находится крупнейшее в Европе Старобинское месторождение сильвинита.
В России разработкой калийно-магниевых солей занимаются ОАО «Сильвинит» и «Уралкалий» на Верхнекамском месторождении. В 2011 году «Сильвинит» вошёл в состав «Уралкалия», и «Уралкалий» стал вторым по величине производителем калия в мире (на первом месте — канадский Potash).
Компания «Еврохим» учредила 2 калийные компании: «Волга-Калий» занимается разработкой Гремячинского месторождения калийных солей в Волгоградской области, «Усольский калийный комбинат» — участков Палашерский и Балахонцевский Верхнекамского месторождения калийных солей. ОАО «Акрон» и его дочерняя компания ЗАО «Верхнекамская Калийная Компания» (ВКК) ведёт предпроектные работы по освоению Талицкого участка Верхнекамского месторождения калийно-магниевых солей в Пермском крае.